# Gandizem
Gandizem je poimenovan po Indusu Gandiju, bolj znanem kot Mahatma Gandi in je oznaka gibanja za politično osvoboditev in za socialno ter moralno obnovo Indije.
Gandi je bil močan vodja indijskega naroda, ki je uspel za boj proti britanskemu imperiju mobilizirati milijone ljudi. Njegova načela, kot so nenasilni odpor, državljanski nepokorščini, nesodelovanju, bojkotu britanskih ustanov in šol v Indiji, o mirnih masovnih demonstracijah po vsej državi so do temeljev pretresle britansko vladavino in hkrati združila Indijce ne glede na njihovo razredno pripadnost. 
Prvina gandizma je tudi boj proti kastnemu sistemu, za katerega je Gandi menil, da omejuje nadaljnji razvoj Indije in da ga je treba odpraviti. »Kastni sitem je, kot je znano, anahronizem. Mora izginiti, če želimo, da hinduizem in Indija obstanejo in se razvijata še naprej,« je izjavil Gandi.
Gandizem se zavzema tudi za sodelovanje žensk v javnem življenju in za priznanje njihove enakopravnosti z moškimi. 

## Dvojni vpliv
Če gandizem in Gandijevo misel razumemo kot socialno filozofijo, potem je v njej viden dvojni vpliv. Opaziti je elemente Tolstojevega principa »nenasprotovanju zlu z zlom«, kar je pravzaprav krščanski etični ideal, in vpliv družbeno-verskih reform, ki jih je v Indiji zagovarjal Ramakrišna (1836 - 1886) in ki vključujejo enakost vseh veroizpovedi, pri čemer so mišljene še zlasti hinduizem, krščanstvo in islam. Poleg tega je Gandi upošteval določeno interpretacijo starih svetih knjig, Upanišad, še zlasti pa Bhagavadgite, kjer je zapovedana »nezainteresirana dejavnost« ali altruizem kot sredstvo duhovne osvoboditve.